# Алгазея
Алгазе́я — село в Тугуро-Чумиканском районе Хабаровского края. Административный центр и единственный населённый пункт сельского поселения «Село Алгазея». Основано в 1939 году.

## География
Село находится на левом берегу реки Уда, на расстоянии 8 км к западу от села Чумикан, административного центра района.

## Население
| 1992 | 2002 | 2003 | 2004 | 2005 | 2006 | 2007 |
| ---- | ---- | ---- | ---- | ---- | ---- | ---- |
| 136  | ↘108 | ↘103 | ↘100 | ↗102 | ↗103 | →103 |
| 2010 | 2011 | 2012 | 2013 | 2014 | 2015 | 2016 |
| ↘63  | →63  | ↗64  | ↘61  | ↘56  | →56  | ↗60  |
| 2017 | 2018 | 2019 | 2020 | 2021 |      |      |
| →60  | →60  | →60  | ↘57  | ↘41  |      |      |

### Национальный состав
Основная часть населения села — эвенки.

## Улицы
- ул. Лесная,
- ул. Победы,
- пер. Победы.

## Экономика
Бригада оленеводческого предприятия «Чуттан».

## Инфраструктура
В селе действуют отделение связи, фельдшерско-акушерский пункт, начальная школа, детсад-ясли, библиотека, клубя.